# Elecciones parlamentarias de Gambia de 2002
Las elecciones parlamentarias de 2002 tuvieron lugar en Gambia el 17 de enero. Estas elecciones fueron severamente boicoteadas por los principales opositores, destacando especialmente el Partido Democrático Unificado. Como resultado, el partido de Yahya Jammeh, la Alianza para la Reorientación y la Construcción Patriótica, no tuvo oposición notable y obtuvo mayoría absoluta aplastante con 45 escaños, más otros 5 de los que elegía el Presidente.

## Resultados
| Partido                                                                | Votos   | %     | Escaños | +/– |
| ---------------------------------------------------------------------- | ------- | ----- | ------- | --- |
| Alianza para la Reorientación y la Construcción Patriótica             | 29.097  | 51.05 | 45      | +12 |
| Organización Democrática Popular para la Independencia y el Socialismo | 15.987  | 28.05 | 2       | +1  |
| Partido de Reconciliación Nacional                                     | 11.914  | 20.90 | 1       | –1  |
| Elegidos por el Presidente                                             | –       | –     | 5       | 0   |
| Votos en blanco                                                        | 35      | –     | –       | –   |
| Total                                                                  | 57.033  | 100   | 53      | +4  |
| Votantes registrados/participación                                     | 167.817 | 34    | –       | –   |
| Fuente:                                                                |         |       |         |     |